# Мехедінць

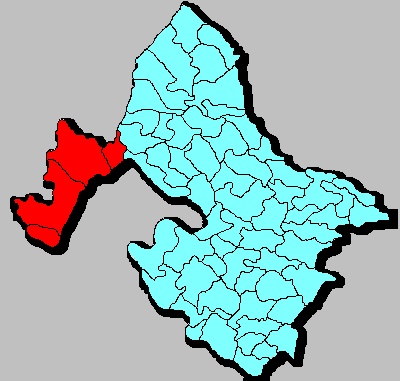
Жудець Мехедінць — Банат (червоний) та Олтенія (блакитний)

Мехедінць — жудець на південному заході Румунії, в історичних областях Олтенія та Банат. Адміністративний центр — місто Дробета-Турну-Северин.

## Господарство
Велике значення для повіту має енергетика, на р. Дунай побудовано 2 гідроелектростанції. Також діють підприємства хімічної, машинобудівної, харчової, текстильної, деревообробної промисловості. На півночі жудця видобувають кам'яне вугілля та мідь.
Південь повіту — здебільшого аграрний район. Культивуються хлібні злаки, овочі, розвинене виноградарство.

## Адміністративний поділ
Жудець поділено на 2 муніципії, 3 міста та 61 комуна.

### Муніципії
- Дробета-Турну-Северин
- Оршова

### Міста
- Стрехая
- Винжу-Маре
- Бая-де-Араме